# Robin Hobb

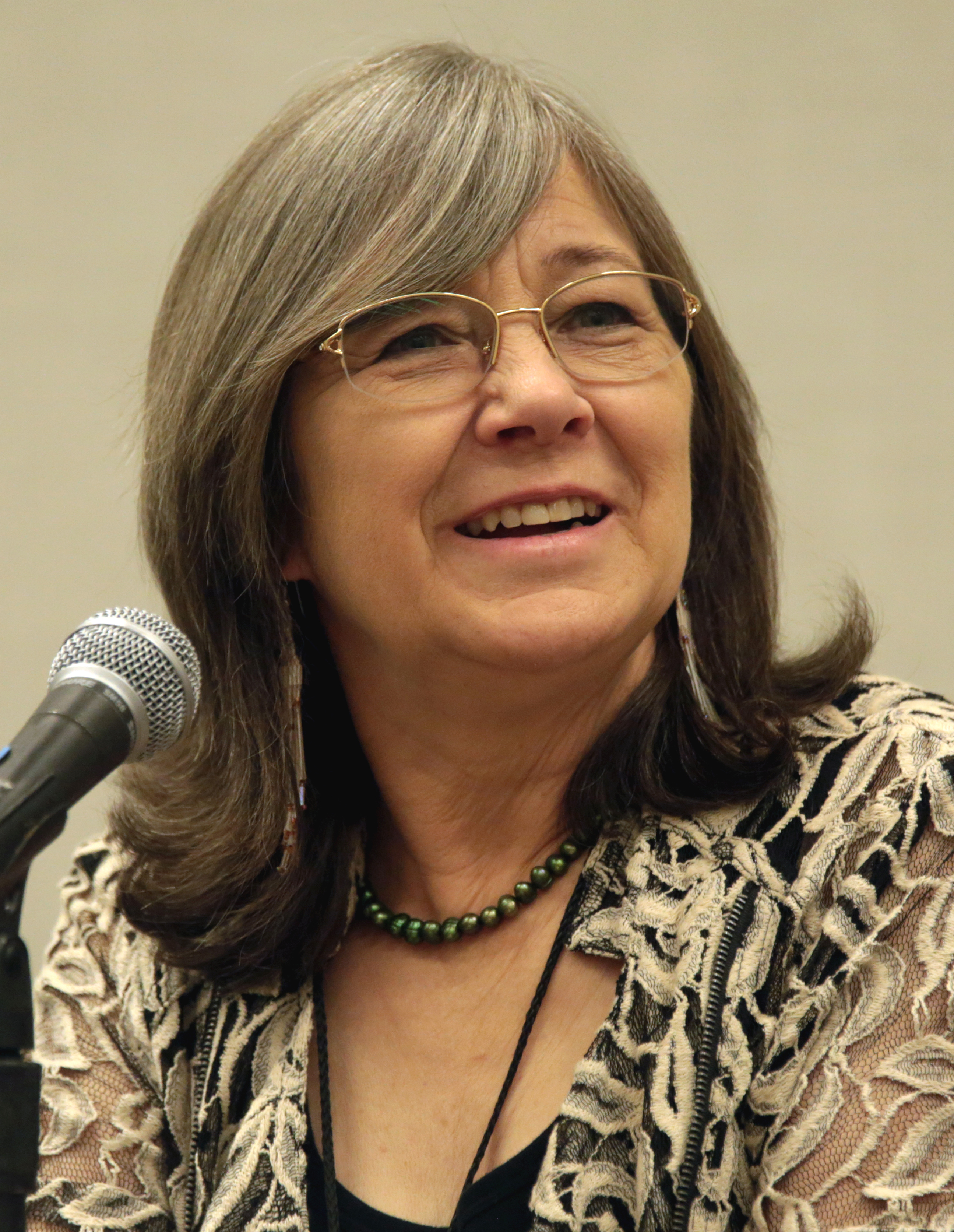
Auf der Phoenix Comicon in Phoenix, Arizona, 2017

Robin Hobb, eigentlich Margaret Astrid Lindholm Ogden, (* 5. März 1952 in Berkeley, Kalifornien) ist eine US-amerikanische Schriftstellerin. Ihre ersten Werke schrieb sie unter dem Namen Megan Lindholm. Sie schreibt hauptsächlich Fantasy-Bücher, hat aber mit dem Roman Alien Earth auch einen Science-Fiction-Roman geschrieben. In Deutschland wurde sie vor allem durch den Weitseher-Zyklus bekannt.

## Leben
Im Alter von neun Jahren zog Hobb mit ihrer Familie nach Fairbanks, Alaska. Nach ihrem High-School-Abschluss und einem einjährigen Besuch der Universität in Denver heiratete sie im Alter von 18 Jahren. Sie zog mit ihrem Mann nach Kodiak, einer kleinen Insel an der Küste Alaskas. Im selben Jahr veröffentlichte sie ihre erste Kurzgeschichte und begann ihre Karriere mit dem Schreiben einiger Kurzgeschichten für ein Kindermagazin.
Seit 1971 schreibt sie unter dem Pseudonym Megan Lindholm zeitgenössische Fantasy-Geschichten. Im Jahr 1995 begann sie mit dem Namen Robin Hobb, einem weiteren Pseudonym, epische Fantasy-Geschichten zu schreiben.
Sie hat vier Kinder und lebt in Tacoma im US-Bundesstaat Washington.

## Auszeichnungen
- 2021: World Fantasy Award für das Lebenswerk an Megan Lindholm[1]

## Werke

### Als Megan Lindholm

#### Der Windsänger-Zyklus (englisch:Windsinger)
- 1983: Harpy’s Flight, deutsch: Der Fluch der Zigeunerin (1985) Goldmann, ISBN 3-442-23883-8.
- 1984: The Windsingers, deutsch: Die versunkene Stadt (1987) Goldmann, ISBN 3-442-23884-6.
- 1984: The Limbreth Gate, deutsch: Der Lockruf der Steine (1987) Goldmann, ISBN 3-442-23885-4.
- 1989: Luck of the Wheels, deutsch: Das Glück der Räder (1998) Heyne, ISBN 3-453-14032-X.

#### Der Schamanen-Zyklus (englisch:Reindeer People)
- 1988: The Reindeer People, deutsch: Das Rentiervolk (1995) Heyne, ISBN 3-453-07284-7.
- 1988: Wolf’s Brother, deutsch: Wolfsbruder (1995) Heyne, ISBN 3-453-07784-9.

#### Weitere Werke
- 1985: Wizard of the Pigeons
- 1991: Cloven Hooves, deutsch: Die Stunde des Fauns
- 1992: Alien Earth
- 1992: The Gypsy (gemeinsam mit Steven Brust)

### Als Robin Hobb

#### The Realm of the Elderlings
Mit Ausnahme eines Zyklus spielen alle Bücher von Robin Hobb in derselben fiktiven Welt. Diese Werke werden im englischen als „The Realm of the Elderlings“ gruppiert. Eine entsprechende Gruppierung existiert bei den deutschen Veröffentlichungen nicht. Eine mögliche Übersetzung wäre „Das Reich der Uralten“.
| Originaltitel                                       | Titel der deutschen Auflagen                                         | Titel der deutschen Auflagen                                           | Titel der deutschen Auflagen                                                                                     |
| The Farseer Trilogy                                 | Der Weitseher-Zyklus                                                 | Die Weitseher-Trilogie                                                 | Die Chronik der Weitseher                                                                                        |
| --------------------------------------------------- | -------------------------------------------------------------------- | ---------------------------------------------------------------------- | --- |
| Assassin’s Apprentice, (1995)                       | Der Adept des Assassinen (1999) Lübbe, ISBN 3-404-20350-X            | Der Weitseher, (2009) Heyne, ISBN 978-3-453-52481-1                    | Die Gabe der Könige, (2017) Penhaligon, ISBN 978-3-7645-3183-6                                                   |
| Royal Assassin, (1996)                              | Des Königs Meuchelmörder, (1999) Lübbe, ISBN 3-404-28235-3           | Der Schattenbote, (2009) Heyne, ISBN 978-3-453-52520-7                 | Der Bruder des Wolfs, (2017) Penhaligon, ISBN 978-3-7645-3184-3                                                  |
| Assassin's Quest, (1997)                            | Die Magie des Assassinen, (2000) Lübbe, ISBN 3-404-20375-5           | Der Nachtmagier, (März 2010) Heyne, ISBN 978-3-453-52521-4             | Der Erbe der Schatten, (2017) Penhaligon ISBN 978-3-7645-3186-7                                                  |
| Liveship Traders                                    | Die Zauberschiffe                                                    | Die Zauberschiffe                                                      | Die Seelenschiff-Händler                                                                                         |
| Ship of Magic, (1998)                               | Der Ring der Händler, (1999) Blanvalet, ISBN 3-442-24920-1           | Die Zauberschiffe 1 + 2, (2007) Blanvalet, ISBN 978-3-442-24439-3      | Das Geheimnis der Seelenschiffe – Die Händlerin, (2019) Penhaligon, ISBN 978-3-641-25385-1 (nur als E-Book)      |
| Ship of Magic, (1998)                               | Viviaces Erwachen, (2000) Blanvalet, ISBN 3-442-24921-X              | Die Zauberschiffe 1 + 2, (2007) Blanvalet, ISBN 978-3-442-24439-3      | Das Geheimnis der Seelenschiffe – Die Händlerin, (2019) Penhaligon, ISBN 978-3-641-25385-1 (nur als E-Book)      |
| The Mad Ship, (1999)                                | Der blinde Krieger, (2000) Blanvalet, ISBN 3-442-24922-8.            | Die Zauberschiffe 3 + 4, (2007) Blanvalet, ISBN 978-3-442-24466-9      | Das Geheimnis der Seelenschiffe – Der Freibeuter, (2019) Penhaligon, ISBN 978-3-641-25386-8 (nur als E-Book)     |
| The Mad Ship, (1999)                                | Die Stunde des Piraten, (2000) Blanvalet, ISBN 3-442-24933-3         | Die Zauberschiffe 3 + 4, (2007) Blanvalet, ISBN 978-3-442-24466-9      | Das Geheimnis der Seelenschiffe – Der Freibeuter, (2019) Penhaligon, ISBN 978-3-641-25386-8 (nur als E-Book)     |
| Ship of Destiny, (2000)                             | Die vergessene Stadt, (2001) Blanvalet ISBN 3-442-24942-2            | Die Zauberschiffe 5 + 6, (2008) Blanvalet, ISBN 978-3-442-24487-4      | Das Geheimnis der Seelenschiffe – Die Drachenkönigin, (2019) Penhaligon, ISBN 978-3-641-25387-5 (nur als E-Book) |
| Ship of Destiny, (2000)                             | Der Herrscher der drei Reiche, (2001) Blanvalet, ISBN 3-442-24943-0  | Die Zauberschiffe 5 + 6, (2008) Blanvalet, ISBN 978-3-442-24487-4      | Das Geheimnis der Seelenschiffe – Die Drachenkönigin, (2019) Penhaligon, ISBN 978-3-641-25387-5 (nur als E-Book) |
| Tawny Man                                           | Die zweiten Chroniken von Fitz, dem Weitseher                        |                                                                        | Das Erbe der Weitseher                                                                                           |
| Fool’s Errand, (2001)                               | Der lohfarbene Mann, (2006) Bastei-Lübbe, ISBN 3-404-20542-1         |                                                                        | Diener der alten Macht, (2018) Penhaligon, ISBN 978-3-7645-3203-1                                                |
| The Golden Fool, (2002)                             | Der goldene Narr, (2006) Bastei-Lübbe, ISBN 3-404-20550-2            | Prophet der sechs Provinzen, (2018) Penhaligon, ISBN 978-3-7645-3204-8 | |
| Fool’s Fate, (2003)                                 | Der weiße Prophet, (2007) Bastei-Lübbe, ISBN 978-3-404-20568-4       | Beschützer der Drachen, (2018) Penhaligon, ISBN 978-3-7645-3205-5      | |
| Fool’s Fate, (2003)                                 | Der wahre Drache, (2007) Bastei-Lübbe, ISBN 978-3-404-20573-8        | Beschützer der Drachen, (2018) Penhaligon, ISBN 978-3-7645-3205-5      | |
| The Rain Wild Chronicles                            | Regenwildnis-Saga                                                    |                                                                        | Die Regenwildnis-Chroniken                                                                                       |
| Dragon Keeper, (2009)                               | Drachenhüter, (März 2012) Heyne, ISBN 978-3-453-52918-2              |                                                                        | Wächter der Drachen, (2021) Penhaligon, ISBN 978-3-7645-3256-7                                                   |
| Dragon Haven, (2010)                                | Drachenkämpfer, (Juli 2012) Heyne, ISBN 978-3-453-52933-5            | Stadt der Drachen, (2021) Penhaligon, ISBN 978-3-7645-3257-4           | |
| City of Dragons, (2012)                             |                                                                      |                                                                        | Kampf der Drachen, (April 2022) Penhaligon, ISBN 978-3-7645-3258-1                                               |
| Blood of Dragons, (2013)                            | Blut der Drachen, (Juni 2022) Penhaligon, ISBN 978-3-7645-3259-8     |                                                                        | |
| (keinem Zyklus zugehörig)                           |                                                                      |                                                                        | |
| The Willful Princess and the Piebald Prince, (2013) | (bisher ohne deutsche Übersetzung)                                   | (bisher ohne deutsche Übersetzung)                                     | (bisher ohne deutsche Übersetzung)                                                                               |
| The Fitz and the Fool Trilogy                       | Das Kind des Weitsehers                                              |                                                                        | |
| Fool's Assassin, (2014)                             | Die Tochter des Drachen, (2019) Penhaligon, ISBN 978-3-7645-3229-1   |                                                                        | |
| Fool's Quest, (2015)                                | Die Tochter des Propheten, (2019) Penhaligon, ISBN 978-3-7645-3231-4 |                                                                        | |
| Assassin's Fate, (2017)                             | Die Tochter des Wolfs, (2019) Penhaligon, ISBN 978-3-7645-3230-7     |                                                                        | |

#### Nevare
Nevare ist der einzige Zyklus, der nicht „The Realm of the Elderlings“ zuzuordnen ist, da er in einer anderen fiktiven Welt spielt.
| Originaltitel             | Auflage von 2008 / 2009                                                       | überarbeitete Neuauflage von 2010 / 2011                             |
| The Soldier Son Trilogy   | Nevare                                                                        | Nevare                                                               |
| ------------------------- | ----------------------------------------------------------------------------- | -------------------------------------------------------------------- |
| Shaman’s Crossing, (2005) | Die Schamanenbrücke, (März 2008), Klett-Cotta, ISBN 978-3-608-93812-8         | Die Schamanenbrücke, (Juli 2010) Heyne, ISBN 978-3-453-53220-5       |
| Forest Mage, (2006)       | Im Bann der Magie, (September 2008) Klett-Cotta, ISBN 978-3-608-93813-5       | Im Bann der Magie, (Januar 2011) Heyne, ISBN 978-3-453-53219-9.      |
| Renegade´s Magic, (2007)  | Die Stunde des Abtrünnigen, (August 2009) Klett-Cotta ISBN 978-3-608-93814-2, | Die Stunde des Abtrünnigen, (Mai 2011) Heyne, ISBN 978-3-453-53221-2 |

### Kurzgeschichtensammlung beider Pseudonyme
- 2011: The Inheritance and Other Stories (bisher nur auf Englisch)